# Milan Martić
Milan Martić (szerbül: Милан Мартић; 1954. november 18. –) horvátországi szerb politikus, aki az el nem ismert Krajinai Szerb Köztársaság elnöke volt 1994–1995-ben, a horvátországi háború alatt.
Martićot a Hágai Nemzetközi Bíróság 2007. június 12-én háborús bűncselekmények miatt elítélte, és 35 év börtönt szabott ki rá.

## Életrajza
Martić 1954. november 18-án született a Kninhez tartozó Žagrović faluban. A zágrábi Rendőriskolán végzett középfokú tanulmányai után, és 1976—1981 között Šibenikben a Közbiztonsági Állomáson dolgozott. 
1982-től Martić junior rendőrfelügyelő volt Kninben, és hamarosan az SJB vezetőjévé nevezték ki.
Knin helyi rendőrfőnöke volt, mikor Horvátország kikiáltotta a függetlenségét. 1990-ben ő lett a helyi szerbek vezetője, és megszervezte a Milicija Krajina milíciát, más néven Martić Rendőrségét.
1991. január 4. és 1995. augusztus között Martić több posztot is betöltött. Ő volt az el nem ismert Krajinai Szerb Autonóm Körzet és a Krajinai Szerb Köztársaság elnöke, honvédelmi és belügyminisztere is.
1991-ben Vuk Drašković szerb ellenzéki vezető azt állította, hogy Martić és Goran Hadžić meg akarták őt ölni. Martić válasza aszerint ez egy „ordenáré hazugság volt,” és "ha ő meg akarna vaklakit ölni, akkor azt végig is viszi.” Martić Drašković ellenfele volt, mert Drašković a mobilizálás ellen volt, és a katonákat dezertálásra szólította fel.
Martićot az 1993-as szerb krajinai elnökválasztásokon Slobodan Milošević is támogatta. Martić a Szerb Szocialista Párt színeiben indult, mely jelentős pénzügyi támogatást kapott Milošević Szerbiai Szocialista Pártjától.
Az 1994-es választás második fordulójában elnökké választották, és egész addig betöltötte ezt a pozíciót, míg 1995-ben a horvát vihar hadműveletben a Krajinai Szerb Köztársaság meg nem szűnt. Martić, az ország hadseregének nagy része és sok civil is Banja Lukába menekült. Olyan hírek kezdtek el terjedni, hogy vagy megölték, vagy megsebesítették. Több napig semmit nem lehetett róla tudni.
Martić egy olyan gerillaháború tervét jelentette be, ami a „Szerbiai Krajina végéig fog tartani.” Martić egyik nyilatkozata így fogalmazott:

„A krajinai szerbekkel történt tragédia után a helyzet lassan rendeződik. Banja Lukában egy válságtanácsot alakítottunk, melyet a krajinai parlament elnöke, Rajko Ležaić vezet. A tanács célja a menekültek ellátása. Az én feladatom a lefegyverzett hadsereg konszolidálása, és harcképes állapotba hozatala. Szerintem sok katona – kivéve a disszidensek – vissza fog térni, és megpróbálják felszabadítani a több évszázados szülőföldjüket, valamint olyan csapást mérnek Tuđmanra, amilyet megérdemel. ”

### A Nemzetközi Törvényszék eljárása
A Hágai Nemzetközi Törvényszék (ICTY) 1995. július 25-én adott ki ellene elfogató parancsot. Martićot 2002. május 15-én vették előzetesen őrizetbe, és még aznap Hágába szállították. Gyilkossággal, üldözéssel, embertelen bánásmóddal, erőszakos kitelepítéssel, a köz- és a magánvagyonok kizsákmányolásával, városok és falvak akaratlagos lerombolásával vádolták meg. Ő egyik vádpontban sem vallotta magát bűnösnek. 
A bíróság szerint a bűncselekmény részletesebben az, hogy „segített egy, a horvátok és minden, nem szerb ellen indított etnikai tisztogatás megszervezésében Krajinában, és lényegében az összes nem szerb nemzetiségűt kitelepítették.” Az eredeti vádak szerint csak egy Zágráb elleni rakétatámadással vádolták meg, amiben hét civil vesztette életét. Két nappal később egy interjúban Martić maga ismerte el, hogy személyesen ő adott parancsot a város lövésére.
Milan Babić, aki Martić, mellett a szerbiai horvátok egy másik nagyon fontos vezetője volt, azt mondta Martić tárgyalásán a bíróságon, hogy a teljes horvátországi háború Martić felelőssége volt, amit Belgrádból irányítottak.
Tárgyalása 2005. december 13-án kezdődött, és 2007. január 12-én ért véget.
2007. június 12-én Martićot 35 év börtönre ítélték. A 35 éves büntetést a Hágai Nemzetközi Törvényszék fellebbviteli tanácsa 2008. október 8-án helyben hagyta. Úgy ítélték, hogy „olyan bűnözői szervezet csoport” tagja volt, melyben részt vett Blagoje Adžić, Milan Babić, Radmilo Bogdanović, Veljko Kadijević, Radovan Karadžić, Slobodan Milošević, Ratko Mladić, Vojislav Šešelj, Franko Simatović, Jovica Stanišić, és Dragan Vasiljković is.
2009-ben átszállították Észtországba a Tartu Vangla börtönbe, ahol letölti a büntetését.